# Błąd systematyczny
Błąd systematyczny, obciążenie – błąd wynikający z zastosowanej metody pomiaru lub innych przyczyn (na przykład niedających się wykluczyć, ale znanych zjawisk mających wpływ na pomiar), zwykle zmieniający wyniki pomiaru jednostronnie.
Podstawowe przyczyny powstawania błędów systematycznych to:
- zmiany obiektu badanego po dołączeniu do urządzenia lub układu pomiarowego
- wykonanie przyrządów pomiarowych – skalowanie lub wzorcowanie, montaż
- wpływ otoczenia na stanowisko pomiarowe.

W zależności od parametru mierzonego i sposobu pomiaru przyczyny te mogą mieć większe lub mniejsze znaczenie. Ocena błędów systematycznych należy do obserwatora wykonującego pomiary, co pozwala na eliminację lub ich ograniczenie już w początkowej fazie pomiarów.
Błędy systematyczne powodują zawyżanie lub zaniżanie wartości zmierzonej wielkości fizycznej. Wynika z tego, że w przypadku powtarzanego pomiaru otrzymany rozrzut wyników będzie taki jak dla błędu przypadkowego, lecz wszystkie wartości będą zawyżone lub zaniżone. Z tego względu przy wielokrotnym powtarzaniu pomiaru nie jest możliwe wykrycie błędu systematycznego.
Z reguły błędy systematyczne są trudne do uchwycenia, niemniej jednak można je wykryć stosując niezależne metody pomiaru.